# Celtman Xtreme Triathlon
Le Celtman Xtreme Triathlon ou Celtman Xtreme Scottish Triathlon ou Celtman est une compétition internationale de triathlon qui se pratique sur une distance légèrement supérieure à celle d'un Ironman (3,8 km de natation, 202 km de vélo, 42 km de course à pied). Il se déroule chaque année au mois de juin à Achnasheen dans le Wester Ross au pied des Torridon Hills, en Écosse. Classé dans la catégorie extrême à cause des difficultés exceptionnelles qu'il propose, il accepte des règles différentes des autres compétitions de triathlon sur distance Ironman ainsi qu'un nombre réduit de compétiteurs. Créé en 2012, il est le second événements créé dans la catégorie « Xtreme triathlon » (Xtri) avec le Norseman en Norvège créé en 2003 et fondateur des triathlons extrêmes.

## Règles particulières
D'une très grande difficulté cette course est soumise à certaines règles spécifiques même si elle se place sous le règlement général de la Fédération internationale de triathlon. Ces règles sont similaires pour tous les triathlons de la famille Xtri
- Un nombre limité de places (slots) est admis pour la compétition, mais le plus souvent autour de 250 à 300 compétiteurs en moyenne, prennent le départ le jour de la course. Les places sont attribuées par loterie après clôture des inscriptions[1].
- Les triathlètes sont accompagnés pendant la course d'un supporter, famille ou ami, un compagnon de route qui « partage » cette course et qui peut porter assistance. Tout en respectant les règles de soutien établies sous peine de pénalités pour le triathlète supporté. L'équipe ou le support doivent pouvoir communiquer en permanence avec l'organisation pour des raisons de sécurité du triathlète.
- Les barrières horaires finales de la course à pied, dirigent les triathlètes vers des lignes d'arrivée différentes. Dans tous les cas, les triathlètes effectuent les sept à dix derniers kilomètres avec leur accompagnateur pour franchir la finish line quasiment ensemble.

## Palmarès
| Année | Hommes                                 | Hommes                                 | Hommes                                 | Femmes                                 | Femmes                                 | Femmes                                 |
| Année | Médaille d'or                          | Médaille d'argent                      | Médaille de bronze                     | Médaille d'or                          | Médaille d'argent                      | Médaille de bronze                     |
| ----- | -------------------------------------- | -------------------------------------- | -------------------------------------- | -------------------------------------- | -------------------------------------- | -------------------------------------- |
| 2024  | Ross Creber                            | Robin Downie                           | Iain Veitch                            | Eilidh Prise                           | Estera Zak                             | Jenny Nilsson                          |
| 2023  | Ross Creber                            | Robin Downie                           | Chris Watson Yannick Vögele            | Claire Weller                          | Kaja Bergwitz-Larsen                   | Estera Zak                             |
| 2022  | Ross Creber                            | Robin Downie                           | Jack Brown                             | Eilidh Prise                           | Caroline Livesey                       | Jenny Close                            |
| 2021  | Ewan Brown                             | Stephen Derrett                        | Douglas Roberts                        | Eilidh Prise                           | Mirjam Allik                           | Hannah Saitch                          |
| 2020  | Épreuve annulée pour cause de Covid-19 | Épreuve annulée pour cause de Covid-19 | Épreuve annulée pour cause de Covid-19 | Épreuve annulée pour cause de Covid-19 | Épreuve annulée pour cause de Covid-19 | Épreuve annulée pour cause de Covid-19 |
| 2019  | Johan Hasselmark                       | Francesco Mirando                      | Graeme Stewart                         | Rebecca Hoare                          | Rachel Hunt                            | Magdalena Trumstedt                    |
| 2018  | Harry Wiltshire                        | Alan Semple                            | Teemu Lemmettylä                       | Mirjam Allik                           | Marie Meldrum                          | Tabea Ruegge                           |
| 2017  | Cris Stirling                          | Alan Semple                            | Odd Ivar Solvold                       | Marie Meldrum                          | Mirjam Allik                           | Alexandra Mitschke                     |
| 2016  | Lasse Finstad                          | Matthew Page                           | Robin Wilkins                          | Bonnie van Wilgenburg                  | Ruth Crewe                             | Emma Lamon                             |
| 2015  | Dirk Zangen                            | Cris Stirling                          | Heiko Sepp                             | Siobhan Prise                          | Karin Sloove                           | Marie Meldrum                          |
| 2014  | Johan Hasselmark                       | Cris Stirling                          | Stuart Macleod                         | Marie Meldrum                          | Bonnie Van Wilgenburg                  | Jan Rogers                             |
| 2013  | Graeme Stewart                         | Johan Hasselmark                       | Stuart Macleod                         | Kathrin Müller                         | Berit Inkster                          | Heather Dawe                           |
| 2012  | Alex Glasgow                           | Sean McFarlane                         | Oyvind Evensen                         | Susanne Buckenlei                      | Rosemary Byde                          | Isobel Joiner                          |